# Daniil Jegorowitsch Sulimow

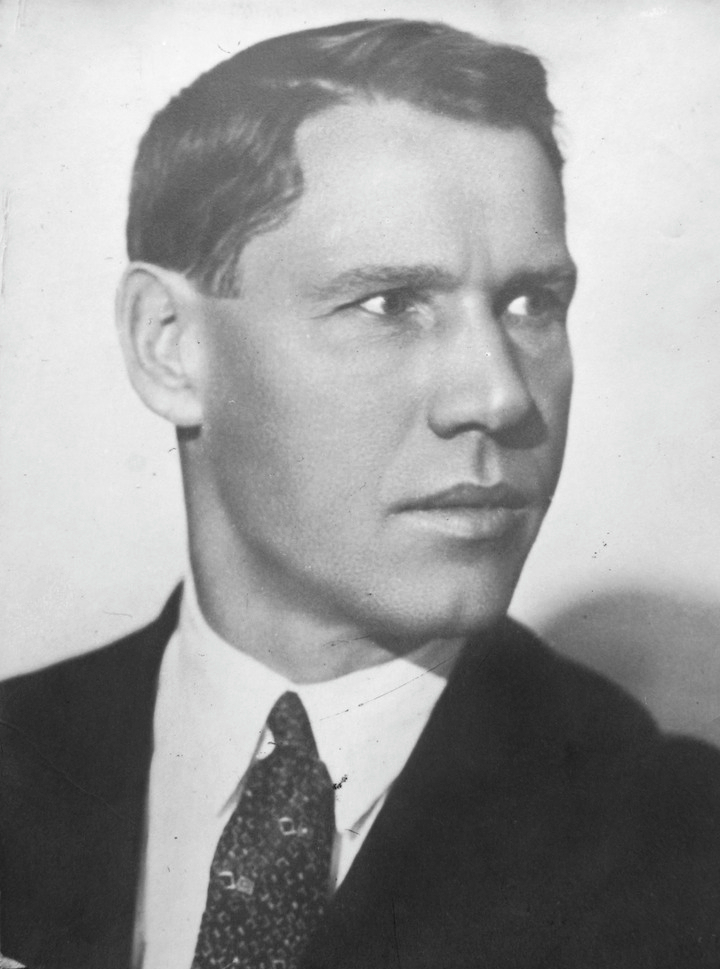
Daniil Sulimow

Daniil Jegorowitsch Sulimow (russisch Даниил Егорович Сулимов, wiss. Transliteration Daniil Egorovič Sulimov; * 10. Dezemberjul. / 22. Dezember 1891greg. in Minjar, Gouvernement Ufa; † 27. November 1937 in Moskau) war ein hoher sowjetischer Parteifunktionär und Staatsmann. Er wurde Opfer des Großen Terrors.

## Leben
Daniils Vater Jegor Matwejewitsch Sulimow (Егор Матвеевич Сулимов) war Arbeiter im Eisenwerk Minjar. Der Junge besuchte die Grundschule und war ab 1905 zunächst als Arbeiter und darauf als Schreiber im Kontor tätig. 1905 schloss er sich den Bolschewiki an. Als Mitglied des Parteikomitees Minjar wurde er in den Folgejahren mehrfach festgenommen. Während des Krieges diente er 1915–1917 in der Kaiserlich Russischen Armee und bereitete unter den Soldaten in Ufa und Glasow den revolutionären Umbruch vor. Nach der Februar- und der Oktoberrevolution war er im Herbst 1918 Vorsitzender des Exekutivkomitees der Stadt Perm, 1923–1925 Vorsitzender des Gebietskomitees im Ural, 1927 erster Stellvertreter des Volkskommissars für Transportwesen (Eisenbahn und Schifffahrt) der Sowjetunion und vom 3. November 1930 bis zum 22. Juli 1937 Vorsitzender des Rates der Volkskommissare der RSFSR. 
Am 23. Juni 1937 wurde er aus dem Zentralkomitee der WKP(B) ausgeschlossen. In der Nacht zum 28. Juni 1937 wurde er verhaftet, am 1. August aus dem Allrussischen Zentralen Exekutivkomitee ausgeschlossen, am 27. November zum Tode verurteilt und am selben Tag erschossen. Daniil Sulimow hinterließ eine Ehefrau – Jelena Nikolajewna Bogoras (Елена Николаевна Богораз) – und einen Sohn – Wladimir Danilowitsch Sulimow (Владимир Данилович Сулимов). Seine Mutter hieß Proskowja Terentjewna Sulimowa (Просковья Тереньтьевна Сулимова).
Im Frühjahr 1956 – während Chruschtschows Tauwetter – wurde Daniil Sulimow postum rehabilitiert.

## Gedenken
- Tscherkessk hieß von 1934 bis 1937 Sulimow.
- Eine Sulimow-Straße gibt es in Jekaterinburg, Tscheljabinsk,[2] Minjar und Glasow.

## Anmerkung
1. ↑  Der Roman Jahre des Terrors von Anatoli Rybakow ist eine erzählerische Auseinandersetzung mit den Stalinschen Säuberungen. Im 11. Kapitel des Romans erfährt der Leser etwas über die Vorgeschichte von Daniil Sulimows Erschießung. Anatoli Rybakow schreibt: „Am 7. Juli 1935 führte Stalin den Vorsitz in der Plenarsitzung der Verfassungskommission.“ (Rybakow, S. 123, 1. Z.v.o.). Der Autor gibt Stalins Gedanken während der Sitzung wieder. Stalin hält den anwesenden Sulimow für „unzuverlässig“ (Rybakow, S. 129, 6. Z.v.o.) und denkt: „Alles potentiell Gefährliche muß[te] ausgerottet werden“. (Rybakow, S. 129, 17. Z.v.o.)